# Josep Batet i Llobera
Josep Batet i Llobera, àlies "el casteller", (Valls, 22 de novembre de 1793 - 2 de setembre de 1871) fou un pagès i casteller vallenc, considerat un referent de la història del món casteller i el primer cap de colla conegut en el món casteller.

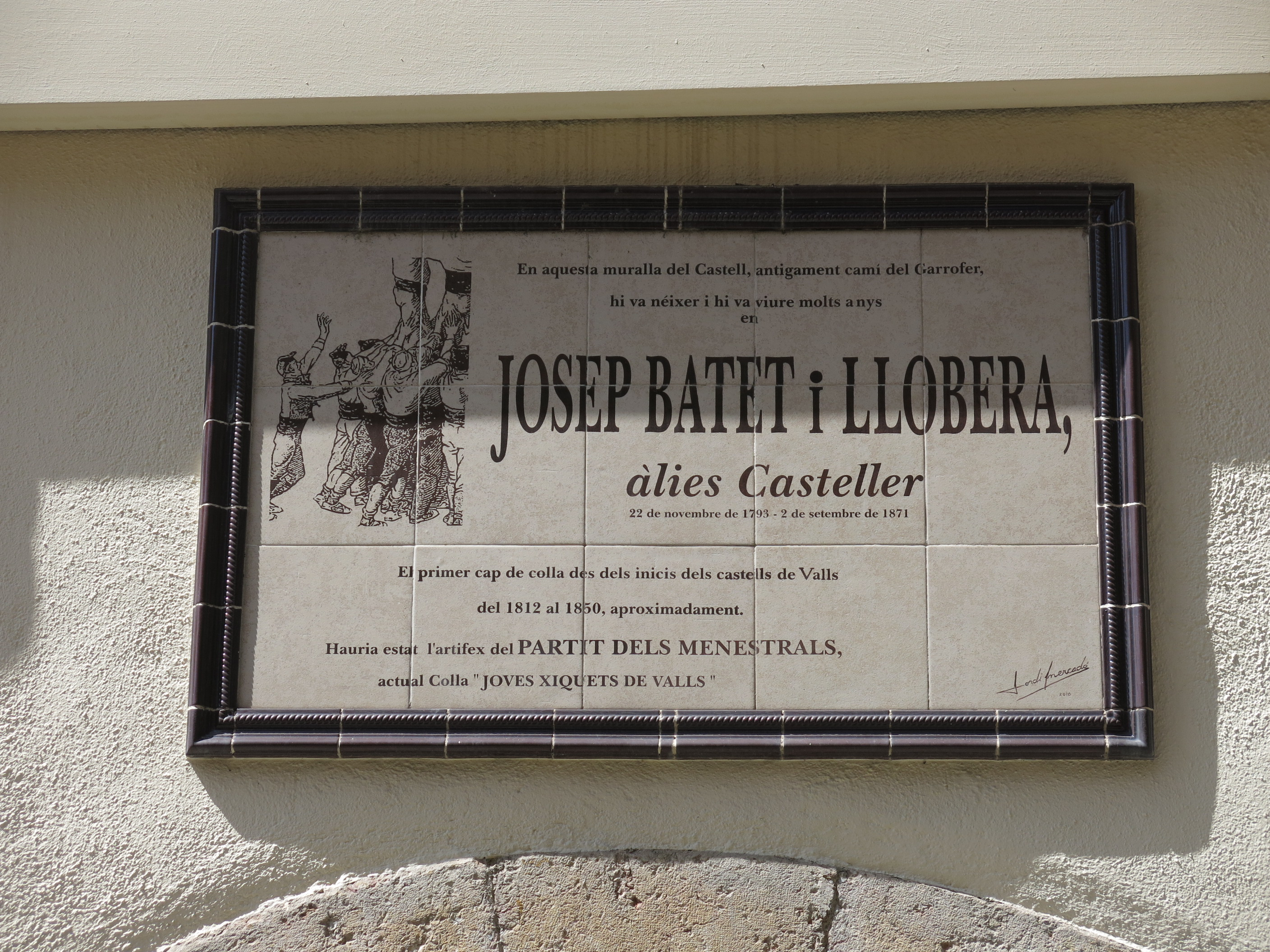
Placa en record del naixement de Josep Batet i Llobera a la muralla del Castell, núm. 32, de Valls

## Biografia
Fill de Jaume Batet Espelt, conegut com "de las Anxanetas", també pagès i jornaler, és conegut per ser un dels fundadors i primer cap de colla de la colla o Partit de Menestrals, actual Colla Joves Xiquets de Valls. També és considerat el primer cap de colla de la història dels castells. El seu germà Salvador Batet Llobera, l'hereu, seria el fundador d'una altra colla, la Colla de Pagesos, entre els anys 1814 i 1815.

## Josep Batet i l'origen de les colles de Valls
A partir dels estudis efectuats per Joan Climent, sobre l'origen de les colles de Valls, a principis del segle xix, Josep Batet i el seu germà gran, Salvador Batet, participaven en el Ball dels Valencians
alcoverenc-vallenc, on ja es feien estructures humanes precursores dels actuals castells. Les diferències de tipus polític entre ambdós germans -Salvador era absolutista, mentre que en Josep era lliberal- van crear mala maror
dins el Ball de Valencians i va provocar la seva separació en dos, donant origen a la colla o partit dels
Menestrals (liberals) i la dels Pagesos (carlins). Segons Climent, d'aquí haurien sorgit les dues colles castelleres vallenques. La dels Menestrals correspondria a l'actual Colla Joves Xiquets de Valls i la Colla dels Pagesos a la Colla Vella dels Xiquets de Valls.

## Homenatges pòstums
El 18 de juliol del 2010, en un acte presidit pel Vicepresident del Govern de la Generalitat de Catalunya Josep-Lluís Carod-Rovira, es va retre un homenatge pòstum a Josep Batet i el 13 de juliol de 2013 es va celebrar un acte per commemorar el 220è aniversari del seu naixement.